# Kádár Katalin (képzőművész)
Kádár Katalin (Budapest, 1951. július 20. –) magyar grafikus, illusztrátor, képzőművész

## Tanulmányai
- 1969-ben érettségizett a Képző- és Iparművészeti Szakközépiskolában, Balogh István, Zala Tibor, Gacs Gábor és Bognár Árpád növendékeként.
- 1973-ban diplomázott a Képzőművészeti Főiskolán, ahol Zelenák Crescencia, Barcsay Jenő, Kádár György, Tamássi Zoltán és Kocsis Imre tanították.

## Munkássága
Alkalmazott grafikusként végzett és a terület számos műfajában, dolgozott. Tervezett emblémákat, plakátokat, televíziós és diafilmeket, kiállítás-grafikát, illusztrációkat, gyerekjátékokat, képeslapokat. 1980 óta főként autonóm grafikával foglalkozik, de fest és fotózik is. Az utóbbi években munkái az alábbi főbb témakörök köré csoportosultak: víz, városok, idő, ég, égbelépők, a Léthé partján, jó reggelt, csendfüggöny, vízvetők, kvázipartok, zárványok. Mindegyik kollekció körülbelül 50 lapból áll. Technikailag igen sokfélék: rajzok, rézkarcok, akvarellek, pasztellek, kollázsok. Rendszeresen jelennek meg rajzai az újságokban, folyóiratokban. Az utóbbi években fest, fotózik és elektrografikákat készít. Munkáival 1972 óta rendszeresen szerepel a hazai és külföldi csoportos kiállításokon.
2023-ban a Budapest II.kerületi Önkormányzat Életmű díját vehette át.

## Egyéni kiállításai
- 1982: Budapest, Ferencvárosi Vasutas Művelődési Központ
- 1982: Budapest, Pénzügyminisztérium Kiállítóterme
- 1985: Kecskemét, Gépipari és Automatizálási Műszaki Főiskola
- 1985: Szeged, József Attila Tudományegyetem
- 1988: Budapest, Óbudai Pincegaléria
- 1989: Balf, Gyógyfürdőkórház
- 1993: Budapest, Csók István Grafikai- és Éremkabinet
- 1995, 1996, 1998, 2000: ARTEXPO
- 1997: Budapest, Kongresszusi Központ
- 1997: Budapest, Cserepesház
- 1998: „Víz”, Szekszárd, MC Galéria
- 1999: „Víz”, Budapesti Kereskedelmi és Iparkamara
- 1999: „Városok”, Ferencvárosi Pincetárlat
- 1999: „Városok”, Budapest, Budapest Bank, Budagyöngye Fiók
- 1999: „Városok”, Tető Galéria
- 2000: „Városok”, City Art Gallery, Stockholm
- 2000: „Városok”, Marsta-Templom, Stockholm
- 2000: „Idő”, Budapest, Duna Galéria
- 2001: „Csak Fák”, Magánkórház, Telki
- 2001: „Csak Fák“, Csillagterem, Kőszeg
- 2001: „Városok“, Petneházi Club, Budapest
- 2001: Kapoli Múzeum és Galéria, Balatonlelle
- 2001: „Ég”, Újpest Galéria, Budapest
- 2001: „Angyalok“, Városmajor Antikvárium, Budapest
- 2002: Budagyöngye Bevásárlóközpont, Budapest
- 2002: „Égbelépők”, Artotéka Galéria, Budapest
- 2002: „A Léthé partján", Galéria IX., Budapest
- 2003: „Európa”, József Attila Művészeti Centrum, Budapest
- 2003: „Nyomatok” Karinthy Frigyes Általános Művelődési Központ, Budapest
- 2004: „Kádár Kata balladája és más történetek”, Fővárosi Szabó Ervin könyvtár
- 2004: „Csendfüggöny”, Volvo Szalon, Budapest
- 2005: „Rajzfolyamok, vonalfolyondárok”, Művészetek Háza, Szekszárd
- 2005: Túry Máriával és Kádár Györggyel, Galéria Lénia, Budapest
- 2006: „Hely-Színek”, Klebersberg Kultúrkúria, Budapest
- 2006: „Vízvetők”, Újlipótvárosi Klubgaléria, Budapest
- 2006: Túry Máriával és Kádár Györggyel, Vízivárosi Galéria, Budapest
- 2006: WAX Kultúrgyár, Budapest
- 2007: „Vízgyűjtő”, Ybl palota Díszterme, Budapest
- 2010: „Városok”, június 9-25., Ráday Képesház, Budapest
- 2010: „Staféta", JAMCA, BP.
- 2011: „Úton", Korridor Galéria, Kereskedelmi és Vendéglátóipari Múzeum, a Tavaszi Fesztivál eseménye
- 2011: „Városok”- Galéria Lénia, a Tavaszi Fesztivál eseménye, Budapest,
- 2011: „Úton” Keve Galéria, Ráckev
- 2012: „Csendgyűjtemény”, Art9 Galéria
- 2012: „Nyomatok” Mali Likovni Salon in Cultural Centre, Novi Sad
- 2013: „Csillagkertben, Fényudvarban”, Galéria IX., Budapest
- 2013: „Vízgyűjtő”, Duna Múzeum, Esztergom
- 2014: „Partok”, Óbudai Kulturális Központ, San Marco Galéria
- 2015: „Könnyek”, Örkény István Könyvesbolt Cultiris Galéria
- 2016:  Sopron, Torony Galéria
- 2016: “Katedrálisok”, Csillaghegyi Közösségi Ház
- 2016: “Fényes kísérlet”, Fúga Építészeti Központ
- 2019: “Emlékképek, töredékek, zárványok”, Artézi Galéria,  Budapest (Kopócsy Judittal, Krajcsovics Évával, Vágó Magdával)
- 2020: “Rácsodálkozás” Klebelsberg Kultúrkúria
- 2021: “Zárványlét” Széphárom Közösségi Tér

## Tagságai
- Magyar Alkotóművészek Országos Egyesülete, 1973-tól
- Fiatal Képzőművészek Stúdiója, 1973-1986
- Koller Galéria, 1982-2002
- Magyar Grafikusművészek Szövetsége, 1992-től
- Magyar Képzőművészek és Iparművészek Szövetsége, 1991-től
- D‘Art Grafikai Stúdió, 1992-1998
- Magyar Illusztrátorok Társasága, (alapító tag)
- Altamira Egyesület, 1996-tól
- MAOE Választmányi tag
- Magyar Grafikáért Alapítvány (alapító tag)
- Magyar Plakátért Alapítvány (alapító tag)
- Magyar Rézkarcolók Egyesülete, 2000-től
- Galéria Lénia Alapítvány elnök, kuratóriumi tag
- Magyar Festők Társasága, 2017-től